# Metardaris cosinga
Genre
Espèce
Metardaris cosinga est une espèce néotropicale de lépidoptères de la famille des Hesperiidae, de la sous-famille des Pyrginae et de la tribu des Pyrrhopygini.
Elle est l'unique représentante du genre monotypique Metardaris.

## Dénomination
L'espèce Metardaris cosinga a été décrite par le naturaliste britannique William Chapman Hewitson en 1874, sous le nom initial de Pyrrhopyga cosinga.
Le genre Metardaris a quant à lui été décrit en 1903 par le naturaliste français Paul Mabille.
L'espèce porte en anglais le nom vernaculaire de cosinga firetip.

## Distribution
Metardaris cosinga est présente en Bolivie et au Pérou,.